# (35802) 1999 JF39
1999 JF39 (asteroide 35802) é um asteroide da cintura principal. Possui uma excentricidade de 0.08383540 e uma inclinação de 3.69427º.
Este asteroide foi descoberto no dia 10 de maio de 1999 por LINEAR em Socorro.